# Forcepsioneura lucia
Forcepsioneura lucia är en trollsländeart som beskrevs av Machado 2000. Forcepsioneura lucia ingår i släktet Forcepsioneura och familjen Protoneuridae. Inga underarter finns listade i Catalogue of Life.